# Campeonato manomanista 2009
La LXIV edición del Campeonato manomanista, máxima competición de pelota vasca en la variante de pelota mano profesional de primera categoría, se disputó en el año 2009. Era la séptima edición organizada por la LEPM (Liga de Empresas de Pelota Mano), compuesta por las dos principales empresas dentro del ámbito profesional de la pelota mano, Asegarce y ASPE.
En cuartos de final esperaban los cuatro semifinalistas de la edición anterior Bengoetxea VI, Beloki, Barriola y González, de conformidad con el modelo de competición instaurado desde el año 2003. La final la disputaron por tercera vez en la historia Olaizola II y Martínez de Irujo, siendo el vencedor este último con un tanteo de 22-12.

## Pelotaris
| - Pelotaris de Asegarce: - Agirre - Begino - Beloki - Bengoetxea VI (Grupo 1) - Leiza - Olaizola I (Grupo 3) - Olaizola II - Retegi Bi - Patxi Ruiz - Peñagarikano |  | - Pelotaris de ASPE: - Barriola (Grupo 4) - Berasaluze IX - Eulate - Gonzalez (Grupo 2) - Laskurain - Martínez de Irujo - Pascual - Urberuaga - Xala - Zubieta |

## Treintadosavos de final
| Fecha    | Frontón y localidad           | Rojo               | Azul          | Tanteo |
| -------- | ----------------------------- | ------------------ | ------------- | ------ |
| 03/04/09 | Municipal de Ceánuri, Ceánuri | Martínez de Eulate | Berasaluze IX | 11-22  |
| 05/04/09 | Astelena, Éibar               | Pascual            | Zubieta       | 22-18  |
| 06/04/09 | Beotibar, Tolosa              | Agirre             | Laskurain     | 22-07  |
| 04/04/09 | Labrit, Pamplona              | Urberuaga          | Retegi Bi     | 22-19  |

## Dieciseisavos de final
| Fecha    | Frontón y localidad  | Rojo      | Azul          | Tanteo |
| -------- | -------------------- | --------- | ------------- | ------ |
| 13/04/09 | Astelena, Éibar      | Leiza     | Berasaluze IX | 22-19  |
| 11/04/09 | Labrit, Haro         | Pascual   | Xala          | 07-22  |
| 11/04/09 | Beotibar, Tolosa     | Agirre    | Peñagarikano  | 22-13  |
| 10/04/09 | Aritzbatalde, Zarauz | Urberuaga | Begino        | 22-20  |

## Octavos de final
| Fecha    | Frontón y localidad       | Rojo        | Azul              | Tanteo |
| -------- | ------------------------- | ----------- | ----------------- | ------ |
| 17/04/09 | Amorebieta IV, Amorebieta | Patxi Ruiz  | Leiza             | 22-13  |
| 18/04/09 | Labrit, Pamplona          | Xala        | Martínez de Irujo | 04-22  |
| 19/04/09 | Astelena, Éibar           | Beloki      | Agirre            | 22-11  |
| 10/05/09 | Astelena, Éibar           | Olaizola II | Urberuaga         | 22-16  |

## Cuartos de final
| Fecha    | Frontón y localidad      | Rojo              | Azul              | Tanteo |
| -------- | ------------------------ | ----------------- | ----------------- | ------ |
| 02/05/09 | Labrit, Pamplona         | Bengoetxea VI     | Patxi Ruiz        | 22-04  |
| 03/05/09 | Atano III, San Sebastián | Gonzalez          | Martínez de Irujo | 16-22  |
| 09/05/09 | Labrit, Pamplona         | Beloki            | Olaizola I        | 22-21  |
| -        | -                        | Barriola (lesión) | Olaizola II       | 0-22   |

## Semifinales
| Fecha    | Frontón y localidad      | Rojo            | Azul              | Tanteo |
| -------- | ------------------------ | --------------- | ----------------- | ------ |
| 17/05/09 | Atano III, San Sebastián | Bengoetxea VI   | Martínez de Irujo | 15-22  |
| -        | -                        | Beloki (lesión) | Olaizola II       | 0-22   |

## Final
| Fecha    | Frontón y localidad      | Rojo        | Azul              | Tanteo |
| -------- | ------------------------ | ----------- | ----------------- | ------ |
| 07/06/09 | Atano III, San Sebastián | Olaizola II | Martínez de Irujo | 12-22  |

- Datos: Q4887797